# 白网脉斑叶兰
白网脉斑叶兰（学名：Goodyera hachijoensis）又名银线莲，为兰科斑叶兰属下的一种植物。